# Blang Puuk
Blang Puuk is een bestuurslaag in het regentschap Nagan Raya van de provincie Atjeh, Indonesië. Blang Puuk telt 581 inwoners (volkstelling 2010).